# Ferdinand Mackensen von Astfeld
Ferdinand Fritz Paul Mackensen von Astfeld (* 13. März 1883 in Straßburg im Elsaß; † 17. Oktober 1977 in Iserlohn) war ein preußischer Verwaltungsjurist. Er wirkte unter anderem als Landrat und als Vizepräsident des Oberpräsidiums der Provinz Pommern.

## Leben
Ab 1907 arbeitete er als Regierungsreferendar, ab 1911 als Regierungsassessor und Hilfsarbeiter beim Landrat in Düsseldorf. Von 1914 bis 1918 leistete er Kriegsdienst und war ab 1918 bei der Regierung in Düsseldorf als Regierungsrat angestellt. 1919 wirkte er als Landrat im Kreis Ohlau. Von 1924 bis zum 15. März 1933 war Mackensen von Astfeld Regierungsdirektor bei der Regierung in Köslin. Am 15. März 1933 wurde er zum Vizepräsidenten des Oberpräsidiums der Provinz Pommern ernannt. Nachdem der Oberpräsident Carl von Halfern zum 1. Oktober 1933 abgesetzt worden war, führte Mackensen von Astfeld die laufenden Geschäfte des Oberpräsidenten fort, verfügte aber in dieser Position über „keine amtliche Autorität“.
Er trat zum 1. April 1933 der NSDAP bei (Mitgliedsnummer 1.678.456), war Gaufachleiter der Berufsgruppe für Verwaltungsbeamte im Bund Nationalsozialistischer Deutscher Juristen (BNSDJ) und Landesführer des Volksbundes für das Deutschtum im Ausland.
Seine Ehefrau Stephanie Mackensen von Astfeld, geborene von Renvers, war während der NS-Zeit engagiertes Mitglied der Bekennenden Kirche. Das Ehepaar hatte zwei Töchter und einen Sohn, der als Offizier seit 1945 vermisst ist.